# Conflict: Desert Storm
Conflict: Desert Storm est un jeu vidéo d'action à la troisième personne, développé par Pivotal Games et édité par SCi, sorti en 2002. Il s'agit du premier épisode de la série Conflict.

## Scénario
Le jeu débute peu de temps après l'invasion du Koweït par l'Irak le 2 août 1990 lors de la guerre du Golfe. Lors d'une tentative de détruire l'un des ponts traversant la frontière irako-koweïtienne, le tireur d'élite Paul Foley est fait prisonnier tandis que son autre membre d'escouade est tué. Le lendemain, John Bradley, est envoyé afin de libérer Foley et de terminer la mission originale, la destruction du pont, permettant ainsi de ralentir la progression irakienne.
Après la première mission, le joueur se voit confier diverses tâches, telles que le sauvetage de l'émir du Koweït, l'engagement des forces irakiennes à la bataille de Khafji, la destruction de Scuds irakiens, la neutralisation de la division Tawalkana de la garde républicaine irakienne...

## Système de jeu
Le joueur prend le contrôle d'une escouade de quatre hommes de soldats des forces spéciales du Special Air Service ou de la Delta Force :
- Sergent John Bradley : chef d'escouade & infanterie ;
- Caporal Paul Foley : tireur d'élite ;
- Caporal Mick Connors : armement lourd & anti-char ;
- Caporal David Jones : soldat du génie.

Le joueur peut utiliser des tactiques différentes, telles qu'attaquer de front ou en utilisant la furtivité. Il n'est pas limité à l'arsenal d'origine, pouvant trouver et récupérer des armes ennemies et leurs munitions. Il peut également donner des ordres à ses coéquipiers, tels que « suivez-moi » ou « feu à volonté ».
A noter qu'en cas de mort d'un des membres de l'escouade à la fin d'une mission, celui-ci est remplacé par un "bleu" lors de la suivante. Il perd alors toute son expérience des armes.
Divers véhicules sont jouables, tels que le Humvee ou encore le M2/M3 Bradley.

## Accueil
- Jeux vidéo Magazine : 16/20 (PC)[1] - 15/20 (PS2)[2]